# Робинсон, Михаил Андреевич
Михаи́л Андре́евич Робинсо́н (род. 9 мая 1949, Москва) — российский историк, специалист по истории российского славяноведения. Доктор исторических наук (2006).

## Биография
Сын известного литературоведа А. Н. Робинсона (1917—1993). В 1971 году окончил МГИАИ, затем аспирантуру ИРЛИ АН СССР. В 1975 году защитил в Ленинградском отделении Института истории АН СССР кандидатскую диссертацию «Общественно-научные взгляды и деятельность академика А. А. Шахматова», в 2006 году в РГГУ — докторскую диссертацию «Российское славяноведение: судьбы научной элиты и учреждений Академии наук (1917 — начало 1930-х гг.)».
С 1977 года работает в Институте славяноведения АН СССР (в 2010—2014 годах — заместитель директора по работе исторических отделов). Руководитель Центра «Россия и славянские народы в истории науки и общественной мысли».
С 1993 года — вице-президент Комиссии по истории мировой славистики при Международном комитете славистов.
С 1992 года — член редколлегии журнала «Славяноведение», с 1997 года — заместитель главного редактора, с 2006 года — исполняющий обязанности главного редактора, с 2007 года — главный редактор.
В 1998—2009 годах — ответственный редактор ежегодника «Славянский альманах».

## Научная деятельность
Изучал вопросы методологии в трудах историков-славистов второй половины XIX — начала XX веков (проявления постромантизма и позитивизма, позднее славянофильство), но основные работы посвящены истории славистики в период после 1917 года. Их результаты обобщены в монографии «Судьбы академической элиты» (М., 2004). В ряде работ исследует историко-культурные проблемы русского Средневековья, внутренние связи между культурной традицией Средневековья и литературой Нового времени.

## Основные работы
- Робинсон М. А., Петровский Д. П. Н. Н. Дурново и Н. С. Трубецкой: проблема евразийства в контексте «дела славистов» (по материалам ОГПУ-НКВД) // Славяноведение. — 1992. — № 4. — С. 68-82.
- Робинсон М. А. Судьбы академической элиты: Отечественное славяноведение (1917 — начало 1930-х годов) / Отв. ред. Л. Е. Горизонтов. — М.: Индрик, 2004. — 432 с. — 500 экз. — ISBN 5-85759-294-1.